# Muhamet Ramadani
Muhamet Ramadani (ur. 11 sierpnia 2002) – kosowski lekkoatleta specjalizujący się w rzucie dyskiem oraz pchnięciu kulą.
Bez sukcesów startował w 2018 roku podczas mistrzostw Europy U18 oraz na igrzyskach olimpijskich młodzieży. W 2019 roku został mistrzem olimpijskiego festiwalu młodzieży Europy w pchnięciu kulą. Złoty medalista mistrzostw Europy juniorów z 2021 roku.
Medalista mistrzostw krajów bałkańskich i reprezentant Kosowa w pucharze Europy w rzutach oraz drużynowych mistrzostwach Europy.
Rekord życiowy: pchnięcie kulą (stadion) – 19,54 (1 maja 2024, Bar); pchnięcie kulą (hala) – 18,26 (9 marca 2025, Apeldoorn). Rezultaty Ramadaniego są aktualnymi rekordami Kosowa.

## Osiągnięcia
| Rok  | Impreza                                   | Miejsce      | Konkurencja           | Pozycja           | Wynik         |
| ---- | ----------------------------------------- | ------------ | --------------------- | ----------------- | ------------- |
| 2018 | Mistrzostwa Europy juniorów młodszych     | Győr         | pchnięcie kulą (5 kg) | el. – 20. miejsce | 16,83         |
| 2018 | Igrzyska olimpijskie młodzieży            | Buenos Aires | pchnięcie kulą (5 kg) | 9. miejsce        | 18,53 + 16,48 |
| 2019 | Olimpijski festiwal młodzieży Europy      | Baku         | pchnięcie kulą (5 kg) | 1. miejsce        | 19,85         |
| 2019 | III liga drużynowych mistrzostw Europy    | Skopje       | rzut dyskiem          | 8. miejsce        | 38,58         |
| 2021 | Mistrzostwa Europy juniorów               | Tallinn      | pchnięcie kulą (6 kg) | 1. miejsce        | 19,92         |
| 2021 | Mistrzostwa świata juniorów               | Nairobi      | pchnięcie kulą (6 kg) | 7. miejsce        | 18,97         |
| 2022 | Puchar Europy w rzutach                   | Leiria       | pchniecie kulą (U23)  | 2. miejsce        | 18,60         |
| 2022 | Igrzyska śródziemnomorskie                | Oran         | pchniecie kulą        | 11. miejsce       | 17,89         |
| 2022 | Mistrzostwa Europy                        | Monachium    | pchniecie kulą        | el. – 22. miejsce | 18,26         |
| 2023 | Halowe mistrzostwa Europy                 | Stambuł      | pchniecie kulą        | el. – 14. miejsce | 17,93         |
| 2023 | Puchar Europy w rzutach                   | Leiria       | pchniecie kulą (U23)  | 1. miejsce        | 19,28         |
| 2023 | III dywizja drużynowych mistrzostw Europy | Chorzów      | pchniecie kulą        | 3. miejsce        | 19,07         |
| 2023 | Młodzieżowe mistrzostwa Europy            | Espoo        | pchniecie kulą        | 1. miejsce        | 19,20         |
| 2023 | Igrzyska frankofońskie                    | Kinszasa     | pchniecie kulą        | 2. miejsce        | 18,36         |
| 2024 | Puchar Europy w rzutach                   | Leiria       | pchniecie kulą (U23)  | 1. miejsce        | 18,54         |
| 2024 | Mistrzostwa Europy                        | Rzym         | pchniecie kulą        | el. – 20. miejsce | 19,10         |
| 2025 | Halowe mistrzostwa Europy                 | Apeldoorn    | pchniecie kulą        | el. – 17. miejsce | 18,26         |
| 2025 | III dywizja drużynowych mistrzostw Europy | Maribor      | pchniecie kulą        | 4. miejsce        | 18,48         |